# Charłupia Wielka
Charłupia Wielka is een plaats in het Poolse district  Sieradzki, woiwodschap Łódź. De plaats maakt deel uit van de gemeente Wróblew en telt 400 inwoners.